# Gustav Jenner
Pour les articles homonymes, voir Jenner.
Gustav Jenner est un compositeur et chef d’orchestre allemand, né à Keitum le 3 décembre 1865 et décédé à Marbourg le 29 août 1920.

## Biographie
Alors qu’il était encore à l’école à Kiel, Jenner commença à apprendre la musique en autodidacte, puis prend des leçons avec Hermann Stange et Th. Gänge avant d’étudier à Hambourg avec Arnold Krug.
Après que son père se fut suicidé en 1884 (médecin, il était accusé d’avoir abusé de certaines patientes), il fut pris en amitié et aidé par le poète Klaus Groth, qui s’arrangea pour le faire étudier à Hambourg avec Eduard Marxsen, l’ancien professeur de Brahms. Marxsen persuada Brahms d’accepter Jenner comme élève, de 1888 à 1895 à Vienne où il travailla aussi avec Eusebius Mandyczevski.
Brahms, impitoyable critique des premiers essais de composition de Jenner, prit soin de son élève, lui procurant le poste de secrétaire de l'Association des musiciens de Vienne. Après avoir enseigné le piano à Baden de 1889 à 1891, Jenner fut nommé directeur musical et chef d’orchestre à l’université de Marbourg où il demeura le reste de sa vie malgré des invitations à des postes plus prestigieux à Breslau et Berlin.
Jenner fut le seul et unique élève de Johannes Brahms.

## Œuvres

### Musique
Comme compositeur, Jenner s’est surtout consacré à la musique de chambre et au piano. Bien que ses œuvres, assez conservatrices pour l’époque, montrent une forte empreinte brahmsienne, elles révèlent une expressivité personnelle et un style finement façonné ; « elles ont été tenues en grande estime en leur temps par des musiciens sérieux ».

#### Musique de chambre
- Sonate pour clarinette & piano en sol majeur, op. 5 (éd. 1900)
- Sonate pour violon & piano en la mineur, op. 8 (éd. 1905)
- Trio pour piano, clarinette & cor en ut majeur (composé en 1900)
- Sonate pour violoncelle & piano en ré majeur (composée en 1901)
- Quatuor avec piano en fa majeur (composé en 1905)
- Quatuor à cordes en sol mineur (composé en 1908)
- Quatuor à cordes en sol majeur (composé en 1910)
- Mélodies pour quatuor à cordes (composées en 1910)
- 2 canons pour piano & violon (composés en 1910)
- 2 canons pour trio à cordes (composés en 1910)
- Quatuor à cordes en fa majeur (composé en 1911)

#### Piano
- Thème & variations en fa majeur
- 8 Danses (piano à 4 mains ; composées en 1894)
- Sonate en si bémol majeur (composée vers 1896)
- Sonate en mi bémol majeur (composée en 1898)
- Sonate en la mineur (composée en 1899)
- Thème & variations en ut majeur (composé en 1916)
- 3 ballades
- 4 Klavierstücke

### Écrits
Jenner a publié un ouvrage en deux volumes intitulé « Brahms als Mensch, Lehrer und Künstler » (Brahms comme homme, professeur et artiste ; édité à Marburg en 1905).

## Enregistrements
- CPO CD 999 699-2 : 3 quatuors à cordes ; quatuor avec piano en fa majeur ; trio pour piano, clarinette & cor
- Divox CDX-29806 : les 3 sonates
- Sonate for Clarinet and Piano sur le disque German Music with Clarinet, œuvres de Johann Ludwig Böhner, Max Bruch, Gustav Jenner et Carl Reinecke, par Dario Zingales (clarinette), Damiano Scarpa (violoncelle) et Fausto Quintabà (piano) (Da Vinci Classics)